# Xã Pickard, Quận Sheridan, Bắc Dakota
Xã Pickard (tiếng Anh: Pickard Township) là một xã thuộc quận Sheridan, tiểu bang Bắc Dakota, Hoa Kỳ. Năm 2010, dân số của xã này là 28 người.